# Nguyễn Phú Trọng
Nguyễn Phú Trọng (Hanói, 14 de abril de 1944 – Hanói, 19 de julho de 2024) foi um estadista vietnamita, antigo presidente do Vietnã de 2018 a 2021 e foi secretário-geral do Partido Comunista do Vietnã desde 2011, bem como da Central Comissão Militar dois órgãos políticos mais poderosos do país.
Ele nasceu em Hanói. Graduou-se em Filosofia na Universidade Nacional de Hanói de Hanoi em 1967 e obteve o doutorado na União Soviética em 1983. Nguyen sempre admirou Karl Marx e as vezes criticou o capitalismo. Nguyen muitas vezes disse que os Estados Unidos são os culpados pela situação econômica e social do país dizendo que se os americanos não tivessem invadido o país militarmente o Vietnã não estaria na mesma situação econômica e social que está até hoje. [carece de fontes?]

## Vida pessoal
Nguyễn Phú Trọng foi casado com Ngô Thị Mận. Ele teve uma filha e um filho, ambos funcionários públicos.

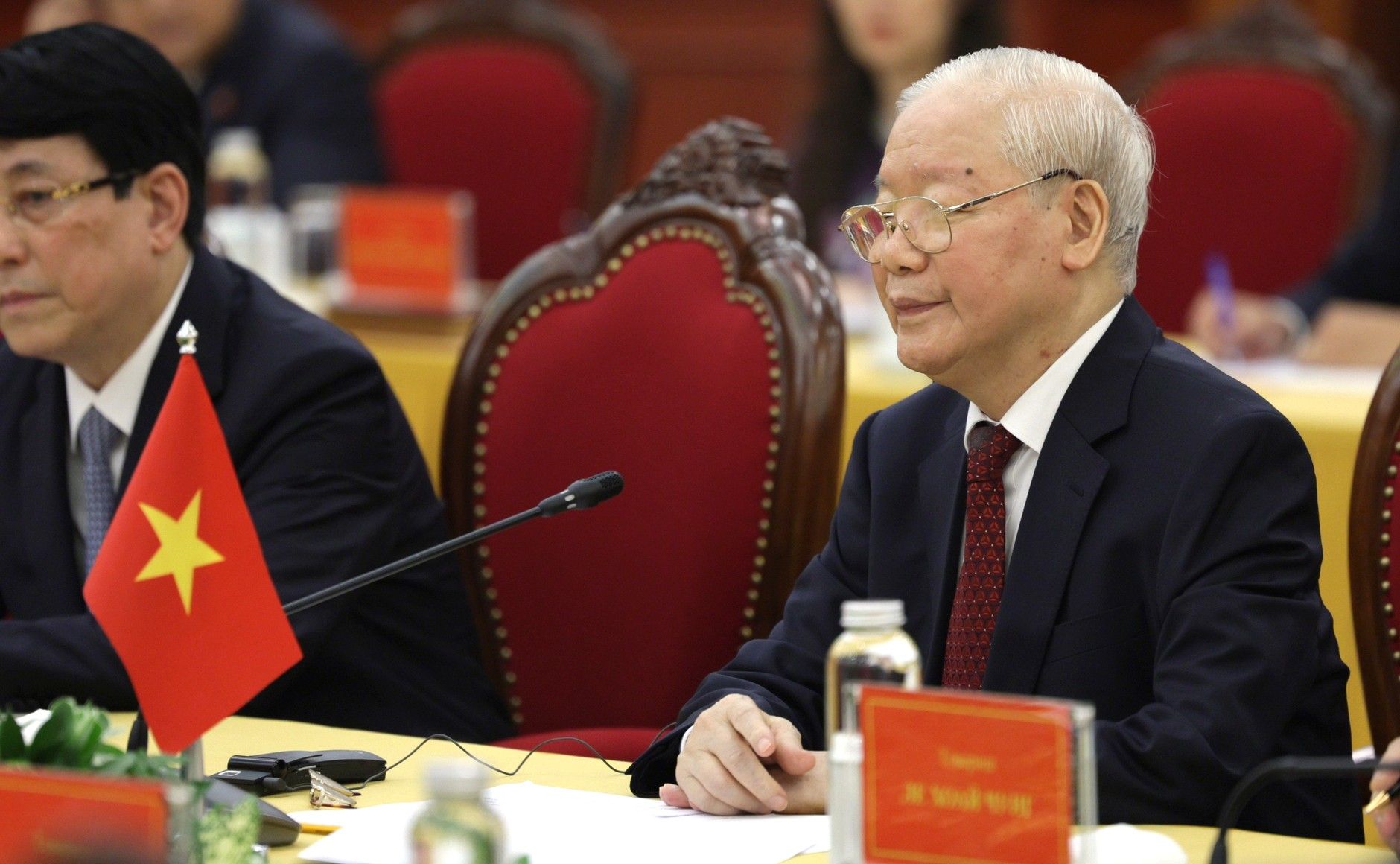
Última imagem publicizada de Trọng durante a visita de estado de Putin ao Vietnã, um mês antes de sua morte.

### Morte
Nguyễn Phú Trọng morreu às 13h38 (UTC+7) em 19 de julho de 2024 no Central Military Hospital 108 em Hanoi, aos 80 anos. A mídia estatal, citando informações do Conselho Profissional para a Proteção da Saúde dos Funcionários Centrais (Hội đồng chuyên môn bảo vệ sức khỏe cán bộ Trung ương), afirmou que ele morreu "após um período de doença". Sua morte foi anunciada ao público por volta das 18h00 (UTC+7).
Mensagens de condolências foram enviadas pelos líderes de Laos, Camboja, China, Rússia e Cuba. Além disso, o embaixador dos Estados Unidos no Vietnã também divulgou uma declaração de condolências, além do Presidente do Brasil, Lula da Silva.

## Honrarias

### Honrarias estatais
Vietnã
- Ordem da Estrela de Ouro (18 de julho de 2024)[18]
- Distintivo de membro do Partido por 50 anos (2018)[19]
- Medalha de Primeira Classe da Guerra de Resistência[20]
- Distintivo de membro do Partido por 55 anos (2023)[21]

Estrangeiro
- China: Medalha da Amizade (31 de outubro de 2022)[22]
- Cuba: Ordem de José Martí (9 de abril de 2012)[23]
- Laos: Medalha Nacional de Ouro (5 de setembro de 2007)[24]

### Outras honrarias
- Partido Comunista da Federação Russa: Prêmio Lenin (15 de dezembro de 2021)[25]

## Obras publicadas

### Livros
- Nguyen Phu Trong (2004). Viet Nam on The Path of Renewal (Việt Nam Trong Tiến Trình Đổi Mới). Hanói: Thế giới Publishers. 351 p.[26]
- Nguyen Phu Trong (2015). Renewal in Việt Nam: Theory and Reality (Đổi Mới ở Việt Nam: Lý thuyết và thực tiễn). Hanói: Thế giới Publishers. 397 p.[27]
- Nguyen Phu Trong; Tran Dinh Nghiem; Vu Hien (1995). Vietnam from 1986 (Việt Nam từ năm 1986). Hanói: Thế giới Publishers. 116 p.[28]
- Nguyen Phu Trong (2019) Determined to prevent and fight corruption (Quyết tâm ngăn chặn và đẩy lùi tham nhũng), Hanói: Truth National Political Publisher, 380 p.[29]
- Nguyen Phu Trong (2021) Bringing the country into a new phase in a united and confident manner (Đoàn kết, vững tin đưa đất nước bước vào giai đoạn mới), Hanói: Truth National Political Publisher, 752 p.[30]
- Nguyen Phu Trong (2021) The whole Party and people join hands and unite to build our country more and more prosperous and happy (Toàn Đảng, toàn dân chung sức, đồng lòng xây dựng đất nước ta ngày càng phồn vinh, hạnh phúc). Hanói: Truth National Political Publisher, 608 p.[31]
- Nguyen Phu Trong (2023) Resolutely and persistently fight against corruption and negativity, contributing to building an increasingly clean and strong Party and State (Kiên quyết, kiên trì đấu tranh phòng, chống tham nhũng, tiêu cực, góp phần xây dựng Đảng và Nhà nước ta ngày càng trong sạch, vững mạnh). Hanói: Truth National Political Publisher, 600 p.[32]